# Richia delicatessa
Richia delicatessa là một loài bướm đêm trong họ Noctuidae.